# Biscutella segurae
Biscutella segurae är en korsblommig växtart som beskrevs av Gonzalo Mateo och Manuel Benito Crespo. Biscutella segurae ingår i släktet Biscutella och familjen korsblommiga växter. Inga underarter finns listade i Catalogue of Life.